# Leinster (Schiff, 1969)
Die Leinster war eine RoRo-Fähre der British and Irish Steam Packet Company (B&I Line) aus Dublin.

## Geschichte
Das Schiff verkehrte zwischen 1969 und 1980 auf der Irischen See zwischen Dublin und Liverpool. 1980 ersetzte sie ihr Schwesterschiff Innisfallen auf der Route Cork – Pembroke Dock. Die Leinster fuhr hier nun selbst unter dem Namen Innisfallen. In späteren Jahren trug sie die Namen Ionian Sun für Strintzis Lines, Chams und Merdif und war zuletzt im Mittelmeer eingesetzt. Das Schiff wurde 2004 in Alang, Indien, abgewrackt.

## Schwesterschiffe
Insgesamt wurden drei Schiffe des Typs für B&I gebaut: die Munster 1968, die Leinster 1968 und die Innesfallen 1969. Während Munster und Innisfallen bei der Werft Nobiskrug in Rendsburg gefertigt worden waren, wurde die Leinster als einzige der drei in Irland gebaut. Alle drei folgten im Wesentlichen dem Entwurf der Prins Bertil der Nobiskrug von 1964. Die Munster unterschied sich von ihren beiden Schwesterschiffen durch das Fehlen der sogenannten Sky Lounge auf dem oberen Deck beim Signalmast.